# خزيمة بن مدركة
خزيمة بن مدركة، الجد الرابع عشر للنبي محمد بن عبد الله. 

## نسبه
- هو : خزيمة بن مدركة بن إلياس بن مضر بن نزار بن معد بن عدنان.[1]

قال ابن جرير الطبري: 
| خزيمة بن مدركة | خزيمة بن مدركة، جد رسول الله صلى الله عليه وسلم؛ وأخوه لأبيه وأمه هذيل بن مدركة، وأخوهما لأمهما تغلب بن حلون بن عمران بن الحاف بن قضاعة، وقد تقدم ذكر تغلب الغلباء هذا في أمهات كعب بن لؤي بن غالب بن فهر فهو أبو جد جده لأمه، فأم كعب بن لؤي هي: ماوية بنت كعب بن القين بن جسر بن شيع الله بن أسد بن وبرة بن تغلب بن حلوان، وأم القين بن جسر هذا واسم القين ؛ النعمان، هي: الصموت بنت منبه بن النمر بن وبرة بن تغلب، كما ذكره ابن الكلبي في الكبير. | خزيمة بن مدركة |

وحسبما يظهر من التتبع أن ثلاثة من السباع هم معدودون في جدوده وهو الأسد والنمر والكلب بنو وبرة بن تغلب.

## أمه
قال المؤرخون وعلماء النسب : أم خزيمة اسمها سلمى واختلفوا في نسبها إلا قول بعضهم أنها هند وعلى خلاف نسبها أيضاً.
1. القول الأول : هي سلمى بنت أسد بن ربيعة بن نزار بن معد بن عدنان، قاله المصعب الزبيري، وحكاه الطبري قولاً.
2. القول الثاني : سلمى بنت أسلم بن الحاف بن قضاعة. قاله هشام بن الكلبي، وحكاه عنه ابن سعد، وابن حبيب، وحكاه البلاذري وقال وهو أصح وأثبت. وهي أم تغلب الغلباء بن حلوان بن عمران الحاف بن قضاعة، حكاه ياقوت في المقتضب. قال ابن إسحاق : فولد مدركة بن إلياس رجلين خزيمة وهذيل وأمها امرأة من قضاعة، ولم يسمها ابن إسحاق.
3. القول الثالث : سلمى بنت سليم بن الحاف بن قضاعة. وبه قال ابن جرير الطبري، ولعله نفس الذي قبله.
4. القول الرابع : سلمى بنت سويد بن أسلم بن الحاف بن قضاعة حكاه الكلاعي، وابن دريد في الاشتقاق.
5. القول الخامس : سلمى بنت سعد بن قيس بن الحاف بن قضاعة، كذا هو محكي في سيرة ابن حبان.
6. القول السادس : هند بنت وبرة من قضاعة، أخت كلب بن وبرة، حكاه ابن عبد البر عن علي بن كيسان.
7. القول السابع : هند بنت منصور بن يقدم بن إياد، حكاه البلاذري قولاً لبعضهم وضعفه.

## أولاده
1. كنانة بن خزيمة جد قبيلة بني كنانة
2. أسد بن خزيمة جد قبيلة بني أسد
3. الهون بن خزيمة جد قبيلة القارة

## طالع كذلك
| سبقه مدركة بن إلياس | نسب النبي محمد | تبعه كنانة بن خزيمة |